# Liga ACB 2019-2020 - Play-off
La fase dei play-off della Liga ACB 2019-2020, chiamata per ragioni di sponsorizzazione Liga Endesa, è la fase conclusiva della stagione 2019-2020 della Liga ACB, iniziata il 24 settembre 2019. I play-off inizieranno il 17 giugno 2020 e si concluderanno il 30 giugno 2020 con la finale.
Il Real Madrid è l'attuale campione in carica.

## Formula
A causa della pandemia di COVID-19, le migliori 12 squadre al termine della ventitreesima giornata, giocheranno i play-off. Le squadre verranno divise in due gruppi da sei, dove ogni squadra sfiderà le altre cinque una volta soltanto. Al termine delle partite, i due team migliori di ogni girone si qualificheranno per le semifinali. Sia le semifinali che la finale, si giocheranno in uno scontro diretto. Verranno quindi giocate 33 partite in due sole settimane.

## Squadre qualificate
Inizialmente solo otto squadre si sarebbero qualificate ai play-off, ma a causa della pandemia di COVID-19, i play-off sono stati aperti alle migliori 12 classificate.

| Pos | Squadra                | G  | V  | P  | PF   | PS   | DP   | Qualificazione          |
| --- | ---------------------- | -- | -- | -- | ---- | ---- | ---- | ----------------------- |
| 1   | Barcelona              | 23 | 19 | 4  | 2041 | 1847 | +194 | Qualificate ai play-off |
| 2   | Real Madrid            | 23 | 18 | 5  | 1988 | 1758 | +230 | Qualificate ai play-off |
| 3   | Casademont Zaragoza    | 23 | 16 | 7  | 1911 | 1810 | +101 | Qualificate ai play-off |
| 4   | Iberostar Tenerife     | 22 | 14 | 8  | 1802 | 1736 | +66  | Qualificate ai play-off |
| 5   | RETAbet Bilbao Basket  | 23 | 14 | 9  | 1906 | 1908 | −2   | Qualificate ai play-off |
| 6   | MoraBanc Andorra       | 23 | 13 | 10 | 1865 | 1814 | +51  | Qualificate ai play-off |
| 7   | Valencia Basket        | 23 | 12 | 11 | 1950 | 1794 | +156 | Qualificate ai play-off |
| 8   | Kirolbet Baskonia      | 23 | 12 | 11 | 1926 | 1886 | +40  | Qualificate ai play-off |
| 9   | Unicaja                | 23 | 12 | 11 | 1823 | 1798 | +25  | Qualificate ai play-off |
| 10  | San Pablo Burgos       | 23 | 12 | 11 | 1840 | 1874 | −34  | Qualificate ai play-off |
| 11  | Herbalife Gran Canaria | 22 | 11 | 11 | 1775 | 1787 | −12  | Qualificate ai play-off |
| 12  | Club Joventut Badalona | 23 | 9  | 14 | 1936 | 2020 | −84  | Qualificate ai play-off |
| 13  | Baxi Manresa           | 23 | 9  | 14 | 1843 | 1937 | −94  |                         |
| 14  | Monbus Obradoiro       | 23 | 9  | 14 | 1832 | 1972 | −140 |                         |
| 15  | Coosur Real Betis      | 23 | 8  | 15 | 1787 | 1890 | −103 |                         |
| 16  | UCAM Murcia            | 22 | 7  | 15 | 1769 | 1845 | −76  |                         |
| 17  | Montakit Fuenlabrada   | 22 | 5  | 17 | 1727 | 1885 | −158 |                         |
| 18  | Movistar Estudiantes   | 23 | 5  | 18 | 1703 | 1863 | −160 |                         |

1. ↑  Le retrocessioni in LEB Oro sono state sospese a causa della pandemia di COVID-19.
2. ↑  Le retrocessioni in LEB Oro sono state sospese a causa della pandemia di COVID-19.

## Località
Il 27 maggio 2020, l'ACB ha scelto Valencia come città sede di tutti i play-off. Tutte le partite verranno giocate al Pavelló Municipal Font de San Lluís, mentre le squadre si potranno allenare all'Alqueria del Basket, struttura con 13 campi e 15.000 metri quadrati.
| Valencia        | ValenciaLiga ACB 2019-2020 - Play-off (Spagna) |
| La Fonteta      | ValenciaLiga ACB 2019-2020 - Play-off (Spagna) |
| Capacità: 9.000 | ValenciaLiga ACB 2019-2020 - Play-off (Spagna) |
|                 | ValenciaLiga ACB 2019-2020 - Play-off (Spagna) |

## Fase a gironi

### Gruppo A
| Pos | Squadra               | G | V | P | PF  | PS  | DP  | Qualificazione              |       | BAR   | KBA   | UNI   | IBT   | JOV   | RBB   |
| --- | --------------------- | - | - | - | --- | --- | --- | --------------------------- | ----- | ----- | ----- | ----- | ----- | ----- | ----- |
| 1   | Barcelona             | 5 | 4 | 1 | 432 | 400 | +32 | Qualificate alle Final Four |       | —     | 81–75 | —     | 86–87 | 96–92 | —     |
| 2   | Kirolbet Baskonia     | 5 | 3 | 2 | 402 | 379 | +23 | Qualificate alle Final Four |       | —     | —     | 87–86 | 79–72 | —     | —     |
| 3   | Unicaja               | 5 | 3 | 2 | 418 | 395 | +23 |                             |       | 73–84 | —     | —     | —     | —     | 78–65 |
| 4   | Iberostar Tenerife    | 5 | 2 | 3 | 381 | 406 | −25 |                             | —     | —     | 70–83 | —     | 82–80 | 70–78 |       |
| 5   | Joventut Badalona     | 5 | 2 | 3 | 423 | 429 | −6  |                             | —     | 76–74 | 89–98 | —     | —     | —     |       |
| 6   | RETAbet Bilbao Basket | 5 | 1 | 4 | 359 | 406 | −47 |                             | 73–85 | 64–87 | —     | —     | 79–86 | —     |       |

| Arbitri: | Antonio Conde Jordi Aliaga Sergio Manuel |

|                 |            |                              |
| Mirotić 16      | Punti      | 21 Morgan                    |
| Hanga 8         | Assist     | 4 Dimitrijević, Omić, Žagars |
| Claver, Tomić 6 | Rimbalzi   | 8 Omić                       |
| Svetislav Pešić | Allenatori | Carles Durán                 |

| Arbitri: | Carlos Peruga Fernando Calatrava Juan de Dios Oyón |

|                |            |               |
| Salin 15       | Punti      | 17 Waczyński  |
| Huertas 9      | Assist     | 10 Mekel      |
| Díez 11        | Rimbalzi   | 5 Herun       |
| Txus Vidorreta | Allenatori | Luis Casimiro |

| Arbitri: | Daniel Hierrezuelo Carlos Cortés Rafael Serrano |

|              |            |                |
| Rousselle 12 | Punti      | 20 Vildoza     |
| Schreiner 6  | Assist     | 6 Henry        |
| Balvín 10    | Rimbalzi   | 9 Shengelia    |
| Álex Mumbrú  | Allenatori | Duško Ivanović |

| Arbitri: | Miguel Ángel Pérez Pérez Luis Miguel Castillo José Ramón García Ortiz |

|                |            |                |
| Rousselle 18   | Punti      | 21 Prepelič    |
|                | Assist     | 7 Dimitrijević |
| Balvín, Cruz 7 | Rimbalzi   | 12 Omić        |
| Álex Mumbrú    | Allenatori | Carles Durán   |

| Arbitri: | Juan Carlos García González Óscar Perea Javier Torres |

|               |            |                 |
| Waczyński 13  | Punti      | 19 Mirotić      |
| Mekel 5       | Assist     | 6 Heurtel       |
| Suárez 9      | Rimbalzi   | 7 Tomić         |
| Luis Casimiro | Allenatori | Svetislav Pešić |

| Arbitri: | José Antonio Martín Bertrán Antonio Conde Arnau Padros |

|                |            |                |
| Shengelia 21   | Punti      | 18 Shermadini  |
| Shengelia 7    | Assist     | 7 Huertas      |
| Shengelia 6    | Rimbalzi   | 11 Shermadini  |
| Duško Ivanović | Allenatori | Txus Vidorreta |

| Arbitri: | Juan Carlos García González Jordi Aliaga Joaquín García González |

|                |            |                        |
| Zeisloft 22    | Punti      | 13 Martínez, Rousselle |
| Huertas 5      | Assist     | 5 Rousselle            |
| Díez 5         | Rimbalzi   | 10 Sulejmanović        |
| Txus Vidorreta | Allenatori | Álex Mumbrú            |

| Arbitri: | Daniel Hierrezuelo Carlos Cortés Juan de Dios Oyón |

|                                          |            |               |
| Prepelič 26                              | Punti      | 28 Bouteille  |
| Dimitrijević Morgan, Prepelič, Ventura 3 | Assist     | 4 Guerrero    |
| López-Arostegui, Omić 8                  | Rimbalzi   | 7 Suárez      |
| Carles Durán                             | Allenatori | Luis Casimiro |

| Arbitri: | Carlos Peruga Emilio Pérez Pizarro Sergio Manuel |

|                 |            |                  |
| Hanga 15        | Punti      | 26 Shields       |
| Hanga 7         | Assist     | 4 Granger, Henry |
| Mirotić 8       | Rimbalzi   | 8 Eric           |
| Svetislav Pešić | Allenatori | Duško Ivanović   |

| Arbitri: | Carlos Peruga Antonio Conde Carlos Cortés |

|                     |            |                |
| Henry 14            | Punti      | 17 Díaz, Mekel |
| Shengelia 7         | Assist     | 3 Adams        |
| Polonara, Vildoza 7 | Rimbalzi   | 9 Thompson     |
| Duško Ivanović      | Allenatori | Luis Casimiro  |

| Arbitri: | Fernando Calatrava Luis Miguel Castillo José Ramón García Ortiz |

|                            |            |                 |
| Rousselle, Sulejmanović 11 | Punti      | 23 Oriola       |
| Serron 6                   | Assist     | 12 Hanga        |
| Cruz 9                     | Rimbalzi   | 9 Oriola        |
| Álex Mumbrú                | Allenatori | Svetislav Pešić |

| Arbitri: | Emilio Pérez Pizarro Rafael Serrano Joaquín García González |

|                |            |              |
| Lundberg 20    | Punti      | 18 Prepelič  |
| López 8        | Assist     | 5 Prepelič   |
| Mpogrīs 9      | Rimbalzi   | 9 Omić       |
| Txus Vidorreta | Allenatori | Carles Durán |

| Arbitri: | Miguel Ángel Pérez Pérez Juan de Dios Oyón Cauqui José Ramón García Ortiz |

|              |            |                                |
| Kanter 18    | Punti      | 18 Polonara                    |
| Ventura 3    | Assist     | 3 Dragić, Granger, Sedekerskis |
| Kanter 7     | Rimbalzi   | 7 Polonara                     |
| Carles Durán | Allenatori | Duško Ivanović                 |

| Arbitri: | José Antonio Martín Bertrán Rafael Serrano Velázquez Arnau Padrós Feliu |

|                         |            |              |
| Adams 19                | Punti      | 14 Rousselle |
| Díaz 8                  | Assist     | 7 Rousselle  |
| Díaz, Guerrero, Herun 6 | Rimbalzi   | 11 Balvín    |
| Luis Casimiro           | Allenatori | Álex Mumbrú  |

| Arbitri: | Emilio Pérez Pizarro Luis Miguel Castillo Larroca Javier Torres Sánchez |

|                  |            |                |
| Davies 20        | Punti      | 18 Konaté      |
| Heurtel, Ribas 4 | Assist     | 6 Lundberg     |
| Davies 11        | Rimbalzi   | 6 Guerra       |
| Svetislav Pešić  | Allenatori | Txus Vidorreta |

### Gruppo B
| Pos | Squadra                | G | V | P | PF  | PS  | DP  | Qualificazione              |       | VBC   | BUR   | RMB    | HGC    | MBA   | ZGZ   |
| --- | ---------------------- | - | - | - | --- | --- | --- | --------------------------- | ----- | ----- | ----- | ------ | ------ | ----- | ----- |
| 1   | Valencia Basket        | 5 | 4 | 1 | 460 | 411 | +49 | Qualificate alle Final Four |       | —     | 94–90 | —      | —      | —     | 89–71 |
| 2   | San Pablo Burgos       | 5 | 3 | 2 | 444 | 440 | +4  | Qualificate alle Final Four |       | —     | —     | 87–83  | —      | 88–86 | —     |
| 3   | Real Madrid            | 5 | 3 | 2 | 441 | 429 | +12 |                             |       | 95–90 | —     | —      | 91–73  | —     | 97–88 |
| 4   | Herbalife Gran Canaria | 5 | 2 | 3 | 425 | 448 | −23 |                             | 81–97 | 91–87 | —     | —      | —      | —     |       |
| 5   | MoraBanc Andorra       | 5 | 2 | 3 | 452 | 450 | +2  |                             | 74–90 | —     | 91–75 | 88–104 | —      | —     |       |
| 6   | Casademont Zaragoza    | 5 | 1 | 4 | 423 | 467 | −44 |                             | —     | 86–92 | —     | 85–76  | 93–113 | —     |       |

| Arbitri: | Miguel Ángel Pérez Pérez Luis Miguel Castillo Javier Torres |

|              |            |                 |
| Jelínek 11   | Punti      | 17 Abalde       |
| Hannah 6     | Assist     | 7 Van Rossom    |
| Todorović 7  | Rimbalzi   | 13 Tobey        |
| Ibon Navarro | Allenatori | Jaume Ponsarnau |

| Arbitri: | José Antonio Martín Bertrán Juan Carlos García González Joaquín García González |

|                   |            |                  |
| Carroll, Llull 19 | Punti      | 26 Costello      |
| Deck 4            | Assist     | 4 Cook           |
| Thompkins 8       | Rimbalzi   | 8 Costello       |
| Pablo Laso        | Allenatori | Fōtīs Katsikarīs |

| Arbitri: | Emilio Pérez Pizarro Óscar Perea Arnau Padros |

|                   |            |                   |
| Benzing, Ennis 15 | Punti      | 14 McFadden       |
| Alocén 7          | Assist     | 7 Bassas          |
| Brussino 8        | Rimbalzi   | 5 Aguilar, Rivero |
| Porfirio Fisac    | Allenatori | Joan Peñarroya    |

| Arbitri: | Fernando Calatrava Carlos Cortés Rafael Serrano |

|                        |            |                              |
| McFadden 18            | Punti      | 13 Campazzo, Llull           |
| Bassas, McFadden, Vega | Assist     | 3 Fernández, Llull, Randolph |
| Aguilar 11             | Rimbalzi   | 10 Tavares                   |
| Joan Peñarroya         | Allenatori | Pablo Laso                   |

| Arbitri: | Carlos Peruga Óscar Perea Sergio Manuel |

|                                      |            |                      |
| Hannah 14                            | Punti      | 21 Cook              |
| Hannah, Jelínek, Massenat, Senglin 3 | Assist     | 10 Cook              |
| Llovet, Massenat, Olumuyiwa 4        | Rimbalzi   | 5 Costello, Rabaseda |
| Ibon Navarro                         | Allenatori | Fōtīs Katsikarīs     |

| Arbitri: | Daniel Hierrezuelo Jordi Aliaga Juan de Dios Oyón |

|                 |            |                             |
| Tobey 17        | Punti      | 14 Alocén, Benzing          |
| Van Rossom 5    | Assist     | 4 Alocén, Ennis, San Miguel |
| Tobey 11        | Rimbalzi   | 4 Radović                   |
| Jaume Ponsarnau | Allenatori | Porfirio Fisac              |

| Arbitri: | Daniel Hierrezuelo Óscar Perea Javier Torres |

|                  |            |                         |
| Mpourousīs 25    | Punti      | 26 Benite               |
| Cook 6           | Assist     | 4 Bassas                |
| Costello 9       | Rimbalzi   | 9 Aguilar, Lima, Rivero |
| Fōtīs Katsikarīs | Allenatori | Joan Peñarroya          |

| Arbitri: | Emilio Pérez Pizarro Fernando Calatrava Arnau Padros |

|             |            |                 |
| Campazzo 29 | Punti      | 17 Abalde       |
| Campazzo 11 | Assist     | 4 Colom         |
| Tavares 9   | Rimbalzi   | 6 Loyd, Tobey   |
| Pablo Laso  | Allenatori | Jaume Ponsarnau |

| Arbitri: | Antonio Conde Rafael Serrano José Ramón García Ortiz |

|                      |            |                  |
| Benzing, Brussino 19 | Punti      | 26 Todorović     |
| Alocén, Radović 5    | Assist     | 5 Hannah, Walker |
| Hlinason, Radović 5  | Rimbalzi   | 7 Olumuyiwa      |
| Porfirio Fisac       | Allenatori | Ibon Navarro     |

| Arbitri: | Miguel Ángel Pérez Pérez Juan de Dios Oyón Cauqui Arnau Padrós Feliu |

|                |            |                  |
| Brussino 20    | Punti      | 17 Okoye         |
| Brussino 4     | Assist     | 7 Cook           |
| Brussino 9     | Rimbalzi   | 13 Costello      |
| Porfirio Fisac | Allenatori | Fōtīs Katsikarīs |

| Arbitri: | Daniel Hierrezuelo Sergio Manuel Rodríguez Javier Torres Sánchez |

|              |            |             |
| Hannah 23    | Punti      | 18 Campazzo |
| Massenat 5   | Assist     | 6 Campazzo  |
| Pérez 7      | Rimbalzi   | 7 Tavares   |
| Ibon Navarro | Allenatori | Pablo Laso  |

| Arbitri: | José Antonio Martín Bertrán Juan Carlos García González Jordi Aliaga Solé |

|                 |            |                |
| Tobey 21        | Punti      | 17 Fitipaldo   |
| Van Rossom 7    | Assist     | 9 Bassas       |
| Tobey 13        | Rimbalzi   | 7 Lima         |
| Jaume Ponsarnau | Allenatori | Joan Peñarroya |

| Arbitri: | Juan Carlos García González Carlos Cortés Fernando Calatrava |

|                |            |              |
| Benite 23      | Punti      | 19 Jelínek   |
| Bassas 5       | Assist     | 8 Massenat   |
| Lima 8         | Rimbalzi   | 7 Sy         |
| Joan Peñarroya | Allenatori | Ibon Navarro |

| Arbitri: | Daniel Hierrezuelo Antonio Conde Sergio Manuel |

|                  |            |                 |
| Harper 15        | Punti      | 26 Loyd         |
| Cook 8           | Assist     | 3 Colom, Loyd   |
| Shurna 6         | Rimbalzi   | 11 Tobey        |
| Fōtīs Katsikarīs | Allenatori | Jaume Ponsarnau |

| Arbitri: | Carlos Peruga Óscar Perea Joaquín García González |

|            |            |                |
| Tavares 22 | Punti      | 13 Ennis       |
| Campazzo 6 | Assist     | 6 Alocén       |
| Tavares 14 | Rimbalzi   | 5 Barreiro     |
| Pablo Laso | Allenatori | Porfirio Fisac |

## Final Four
Le Final Four si giocheranno in scontri diretti, giocati il 28 ed il 30 giugno 2020.

### Tabellone
|  | Semifinali     | Semifinali     | Semifinali     |                |            | Finale     | Finale | Finale |  |
|  |                |                |                |                |            |            |        |        |  |
|  | Barcellona     | Barcellona     | 98             |                |            |            |        |        |  |
|  | Barcellona     | Barcellona     | 98             |                |            |            |        |        |  |
|  | S.P. Burgos    | S.P. Burgos    | 86             |                |            |            |        |        |  |
|  | S.P. Burgos    | S.P. Burgos    | 86             |                | Barcellona | Barcellona | 67     |        |  |
|  |                |                |                |                | Barcellona | Barcellona | 67     |        |  |
|  |                |                | Saski Baskonia | Saski Baskonia | 69         |            |        |        |  |
|  | Valencia       | Valencia       | Saski Baskonia | Saski Baskonia | 69         | 73         |        |        |  |
|  | Valencia       | Valencia       |                |                |            |            |        |        |  |
|  | Saski Baskonia | Saski Baskonia | 75             |                |            |            |        |        |  |

### Semifinali
| Arbitri: | Daniel Hierrezuelo Carlos Cortés Jordi Aliaga |

|                 |            |                |
| Mirotić 18      | Punti      | 16 Benite      |
| Heurtel 11      | Assist     | 4 Bassas       |
| Oriola 6        | Rimbalzi   | 7 Aguilar      |
| Svetislav Pešić | Allenatori | Joan Peñarroya |

| Arbitri: | Juan Carlos García González Carlos Peruga Fernando Calatrava |

|                                    |            |                     |
| Van Rossom 14                      | Punti      | 21 Dragić           |
| San Emeterio, Sastre, Van Rossom 3 | Assist     | 4 Henry, Vildoza    |
| Tobey 9                            | Rimbalzi   | 5 Polonara, Shields |
| Jaume Ponsarnau                    | Allenatori | Duško Ivanović      |

### Finale
| Arbitri: | Carlos Peruga Daniel Hierrezuelo Antonio Conde |

|                                        |            |                                 |
| Heurtel 21 Higgins 14 Kuric, Mirotić 8 | Punti      | 17 Vildoza 14 Shengelia 10 Diop |
| Heurtel 5                              | Assist     | 3 Henry                         |
| Davies 8                               | Rimbalzi   | 7 Diop                          |
| Svetislav Pešić                        | Allenatori | Duško Ivanović                  |

| Quintetto titolare | Quintetto titolare | Quintetto titolare | Pt   | Rim  | Ass  |
| ------------------ | ------------------ | ------------------ | ---- | ---- | ---- |
| GA                 | 8                  | Ádám Hanga         | 3    | 3    | 1    |
| GA                 | 22                 | Cory Higgins       | 14   | 3    | 1    |
| A                  | 30                 | Víctor Claver      | 4    | 1    | 2    |
| AG                 | 33                 | Nikola Mirotić     | 8    | 1    | 0    |
| C                  | 44                 | Ante Tomic         | 4    | 8    | 1    |
| Panchina:          |                    |                    |      |      |      |
| AG                 | 0                  | Brandon Davies     | 4    | 8    | 1    |
| G                  | 5                  | Pau Ribas          | n.e. | n.e. | n.e. |
| A                  | 10                 | Rolands Šmits      | n.e. | n.e. | n.e. |
| G                  | 13                 | Thomas Heurtel     | 21   | 4    | 5    |
| AC                 | 18                 | Pierre Oriola      | 3    | 7    | 0    |
| G                  | 21                 | Álex Abrines       | 0    | 1    | 0    |
| G                  | 24                 | Kyle Kuric         | 8    | 3    | 0    |
| Allenatore:        |                    |                    |      |      |      |
| Svetislav Pešić    |                    |                    |      |      |      |

| Barcelona |  | Baskonia |

| Barcelona   | Statistiche        | Baskonia    |
| ----------- | ------------------ | ----------- |
|             | Statistiche        |             |
| 16/35 (46%) | Tiro da 2          | 12/31 (39%) |
| 7/22 (32%)  | Tiro da 3          | 8/29 (28%)  |
| 14/19 (74%) | Tiri liberi        | 21/25 (84%) |
| 10          | Rimbalzi offensivi | 13          |
| 29          | Rimbalzi difensivi | 24          |
| 39          | Rimbalzi totali    | 37          |
| 11          | Assist             | 13          |
| 18          | Palle perse        | 13          |
| 11          | Palle rubate       | 8           |
| 3           | Stoppate           | 2           |
| 22          | Falli              | 21          |

| Quintetto titolare | Quintetto titolare | Quintetto titolare | Pt   | Rim  | Ass  |
| ------------------ | ------------------ | ------------------ | ---- | ---- | ---- |
| P                  | 3                  | Luca Vildoza       | 17   | 4    | 2    |
| G                  | 7                  | Pierriá Henry      | 2    | 3    | 3    |
| AC                 | 23                 | Tornik'e Shengelia | 14   | 4    | 2    |
| AP                 | 31                 | Shavon Shields     | 9    | 4    | 1    |
| C                  | 50                 | Micheal Eric       | 2    | 5    | 0    |
| Panchina:          |                    |                    |      |      |      |
| AP                 | 8                  | Tadas Sedekerskis  | n.e. | n.e. | n.e. |
| G                  | 11                 | Matt Janning       | 8    | 1    | 1    |
| C                  | 12                 | Ilimane Diop       | 10   | 7    | 0    |
| P                  | 15                 | Jayson Granger     | 0    | 0    | 0    |
| GA                 | 30                 | Zoran Dragić       | 3    | 0    | 2    |
| AG                 | 33                 | Achille Polonara   | 4    | 3    | 2    |
| G                  | 47                 | Artūrs Kurucs      | n.e. | n.e. | n.e. |
| Allenatore:        |                    |                    |      |      |      |
| Duško Ivanović     |                    |                    |      |      |      |